# 良如
良如（りょうにょ）は、江戸時代前期の浄土真宗の僧。浄土真宗本願寺派第13世宗主（法主）。西本願寺住職。幼名は茶々丸、諱は光円、院号は教興院。法印大僧正。
父は第12世宗主准如、母は祇園宝光院（宝寿院参照）の息女・寿光院准勝。九条幸家の猶子。弟は准良。室は九条幸家の次女貞梁院、継室は八条宮智仁親王の娘殊光院、近江三井の人（揚徳院寂照）。子は第14世宗主寂如、河内顕証寺住職寂淳、播磨本徳寺住職寂円。

## 生涯

### 結婚と宗主継承
慶長17年12月7日（1613年1月27日）に准如の次男として生まれる。長兄の阿茶は慶長14年（1609年）7月5日に6歳で夭折が早世したため、幼少時に後継者としての指名を受けた。寛永2年（1625年）2月21日に元関白九条忠栄（九条幸家）の次女貞梁院と結婚、翌寛永3年（1626年）4月19日に得度して幸家の猶子となった。
結婚で幸家の絵師狩野山楽の作品が西本願寺に伝わったとされ、『鷙鳥図屏風』が伝来した。また良如と貞梁院の結婚から2年前の元和9年（1623年）に、幸家の長女で貞梁院の姉成等院が良如の従兄の東本願寺法主宣如と結婚したことで、東本願寺にも山楽の作品が伝来、東本願寺の広間の『松竹・鶴』『夏冬・四季花鳥』・鶴之間の『花鳥』・黒書院の『源氏60帖』、東本願寺別院の大通寺含山軒にある『山水図襖』が作品と伝えられている。しかし宗主継承後の寛永9年（1632年）12月23日に貞梁院が死去、寛永17年（1640年）12月24日に八条宮智仁親王の娘殊光院と再婚したが彼女とも慶安元年（1648年）8月17日に死別した。
得度から2ヶ月後の寛永3年6月26日に法眼に叙され、12月に大僧都に任じられ、翌寛永4年（1627年）8月14日に僧正に進んだ。寛永7年（1630年）、准如の死により西本願寺13世宗主となり、寛永15年（1638年）11月21日には大僧正に任じられている。東本願寺分立のため徳川将軍家と江戸幕府との密接な交渉が不可欠なため、宗主になる前の寛永4年に僧正へ進んだ時期から江戸へ下向、寛永8年（1631年）に自身の代替わり御礼のために再び江戸へ下向した。以後も頻繁に江戸へ下向、最後の下向である万治3年（1660年）まで回数は13回にも達した。

### 西本願寺周辺の再建
宗主を継いだ良如は御影堂の再建や学寮の開設、浄土真宗の祖親鸞の忌法要などを行い、教団の組織整備と教学の振興に取り組んだ。
当時の本願寺は、元和3年（1617年）の失火により阿弥陀堂・御影堂の両御堂をはじめ対面所や門などほとんどの建築物を焼失しており、阿弥陀堂（後に西山別院本堂として移築）のみが仮堂として再建されていた。良如は継職とともに本格的な御影堂の建立に取り掛かり、寛永10年（1633年）6月11日に御影堂再建の手斧始を行い、寛永13年（1636年）8月2日に上棟、19日に親鸞御真影を遷座して南北三十二間余・東西二十三間余の巨大な木造平屋建築の御影堂（今日の本願寺の御影堂・国宝）が完成し、参詣・見物者が数千万と伝えられるほど世間を驚かせるものであった。またこの頃に、現在の対面所（国宝）や飛雲閣（国宝）も造営され、正保2年（1645年）に御影堂門も建立、明暦2年（1656年）には対面所の北東に黒書院も上棟、万治元年（1658年）に落成した。阿弥陀堂再建も望まれていたが幕府が寺院建築を規制したため、再建の開始は良如死後の寛延元年（1748年）までかかった。
明暦3年（1657年）に「明暦の大火」と呼ばれる江戸の大火により、浜町別院（江戸浅草御坊ともよばれ、現在の築地本願寺の前身）が焼失した。その替え地として与えられた八丁堀の海上を佃島門徒の力により埋立てて、今日の築地本願寺の寺地が築かれた。
また、大谷本廟の整備については、慶長8年（1603年）に幕府の命令により、知恩院近くにあった廟堂は五条坂に移転（現在の大谷本廟の地）となったが、移転後の本格的な整備は行き届いておらず、寛文元年（1661年）に親鸞四百回大遠忌法要を行うに先だって本格的な整備がなされ、万治3年に建立に着手、寛文元年に落成した。これより歴代宗主の納骨は大谷本廟に行われるようになった。同年3月18日から28日まで十昼夜に渡り厳修した親鸞四百回忌は、参列者が5000人以上にもおよぶ盛儀だった。
再建に取り組む一方で文化人との交流も見られ、皇族は後妻の兄弟である八条宮智忠親王と曼殊院門跡良尚入道親王、公家は九条兼晴・二条康道（幸家の長男で先妻の兄）・鷹司教平（兼晴の父）、大名は加賀藩主前田利常、茶人は片桐貞昌・金森重近などの著名人が客人として本願寺を来山、幕府御用絵師狩野探幽までもが来山している。また側日記に石川弥右衛門の『石川日記』があり、朝廷への藤花・飯鮓（飯寿司）献上や、良如が風流に熱中した記事が見られ、四季の風物目当てで近畿の各地へ外出したり、能の催しに外出したり歌舞伎一座を呼び寄せたりする、茶の湯を催したり将棋に興じたなど良如の多趣味ぶりが記事に垣間見える。

### 体制の整備と動揺
御影堂再建前の寛永9年の幕府の命令に基づき、翌寛永10年に寺院本末帳を提出して本寺・末寺の関係を明確化して中央集権体制を形成した。寛永11年（1634年）には宗門改帳の制度化で寺請制度も出来上がり、寛永12年（1635年）の寺社奉行設置に対応する形で奉行や各藩の命令を寺院に通達する触頭も置かれ、幕府の宗教政策確立と共に本願寺教団の近世の体制も形成された。慶安年間には諸国坊主中・門徒中に五ヶ条の制誡を示し、坊主中に宛てて七ヶ条の制禁も付け加えた上、十五ヶ条の付則まで加えて門下の統制に尽力した。
このほか、寛永15年（1638年）に京都三条銀座の年寄野村屋宗句が娘の菩提のため学寮造設を発起したことをきっかけに、翌寛永16年（1639年）に今日の龍谷大学の前身となる学寮を造設した。惣集会所（講堂）と所化（学生）の寮が作られ、河内光善寺住職准玄を講主に据えて、寛永17年から末寺の僧たちを集めて講義を始め、幕府の文治政治に呼応して教学の研鑚を深めた。能化（学長）には正保4年（1647年）から豊前永照寺住職西吟が務め（准玄が西吟の前に能化を務めたともされる）、所化の生活規定など学寮の基礎確立に尽力した。
しかし、良如が宗主だった時期の西本願寺は末寺の東本願寺への転属（改派）が相次ぎ、正保2年に甲斐万福寺の塔頭12坊が改派、慶安2年（1649年）には越中瑞泉寺も改派した。以後も改派が続いたことが本願寺史料で確認されている。
そうした中、承応2年（1653年）に西本願寺で発生した教義紛争（承応の鬩牆）は、西吟の兄弟子である肥後延寿寺住職月感が西吟を弾劾したことで始まった。月感は本願寺坊官下間仲弘に宛てた2月8日付文書で、西吟の講義・行状などを非難、西吟が3月5日に反論、双方の論争が激しくなったため4月に良如は裁断して両者をなだめようとした。だが納得しない月感が興正寺門主准秀の後ろ盾で強硬な態度に出て西吟弾劾を続けたため、西本願寺は肥後の国主に月感追放を働きかけようとしたが、それを察した月感が12月に東本願寺へ逃亡、准秀も東本願寺所属の真宗大谷派天満別院へ移ったため、事態は一向に解決しなかった。
論争は本末抗争へと拡大、大名や幕府も巻き込んだ訴訟になっていった。承応3年（1654年）に准秀は讃岐高松藩主松平頼重と会談、学寮が幕府の許可を得ない不法建築物と騒いで幕府への訴訟を謀り、対抗した良如が京都所司代板倉重宗や幕府に訴え、舅幸家や義兄の二条康道、重宗や禁裏作事奉行永井尚政、寺社奉行松平勝隆などから和睦を説得されても拒否した。和睦を断念した幕府は論争介入を決め、本願寺と由緒がある大老の近江彦根藩主井伊直孝に裁許を委ね、明暦元年（1655年）5月に江戸へ下向した良如は直孝の友好関係を当てにして学寮破却に反対、准秀の不法行為を訴えたが、直孝から争点になっていた学寮破却を説得されると止む無く同意、7月に幕府が下した処分は月感と准秀の逼塞、学寮破却となった。処分から3年後の万治元年に月感と准秀は赦免、学寮は復興の話があったが実現しなかった。承応の鬩牆の最中でも西本願寺末寺が東本願寺へ改派しようとする動きがあったが、幕府が解決まで留保するよう申し入れたことが宣如の重宗宛書状で確認されている。
寛文元年の親鸞四百回忌法要中から病気がちになり、翌寛文2年（1662年）8月27日に示寂。享年51。長男は夭折したため、次男寂如が第14世となる。
茶道藪内流の2代真翁は、寛永11年より良如に迎えられて茶道師家となり、以降西本願寺の手厚い庇護を受けることになる。現在の藪内家も西本願寺より与えられた土地にある。